# Anna Wood
Anna Wood, nata Annemarie Cox (Roermond, 22 luglio 1966), è un'ex canoista olandese naturalizzata australiana specializzata nel kayak che ha preso parte a quattro edizioni dei Giochi olimpici.
Ha debuttato alla sua prima Olimpiade all'età di 22 anni a Seul 1988, dove ha conquistato una medaglia di bronzo in coppia con Annemiek Derckx.
Nel 1990 ha sposato il canoista australiano Steve Wood e prese parte ai Giochi olimpici del 1992, 1996 e 2000 per la nazionale australiana con il cognome da coniugata. In coppia con Katrin Borchert vinse una medaglia di bronzo ad Atlanta 1996.

## Palmarès
| Anno | Manifestazione  | Sede       | Evento    | Risultato | Prestazione | Note |
| ---- | --------------- | ---------- | --------- | --------- | ----------- | ---- |
| 1985 | Mondiali        | Mechelen   | K-2 500m  | Bronzo    | -           |      |
| 1987 | Mondiali        | Duisburg   | K-2 500m  | Argento   | -           |      |
| 1988 | Giochi olimpici | Seul       | K-2 500m  | Bronzo    | 1'46"00     |      |
| 1991 | Mondiali        | Parigi     | K-1 5000m | Argento   | -           |      |
| 1992 | Giochi olimpici | Barcellona | K-2 500m  | 7º (sf)   | 1'44"05     |      |
| 1992 | Giochi olimpici | Barcellona | K-4 500m  | 8º        | 1'43"88     |      |
| 1996 | Giochi olimpici | Atlanta    | K-2 500m  | Bronzo    | 1'40"641    |      |
| 1997 | Mondiali        | Dartmouth  | K-2 500m  | Argento   | -           |      |
| 1997 | Mondiali        | Dartmouth  | K-2 1000m | Argento   | -           |      |
| 1998 | Mondiali        | Seghedino  | K-2 500m  | Oro       | -           |      |
| 1998 | Mondiali        | Seghedino  | K-2 1000m | Oro       | -           |      |
| 1998 | Mondiali        | Milano     | K-2 1000m | Oro       | -           |      |
| 2000 | Giochi olimpici | Sydney     | K-2 500m  | 6º        | 2'01"472    |      |